# Mitre
Pour les articles homonymes, voir Mitre (homonymie).
Cet article traite de la paramentique catholique de rite romain. Pour la mitre orientale, portée par les Églises orthodoxes ou catholiques de rite oriental, on peut se référer à l'article mitre (tradition byzantine)
La mitre est la coiffure liturgique réservée aux évêques et à certains autres prélats de la plupart des confessions du christianisme dans la célébration des cérémonies pontificales.

## Origines

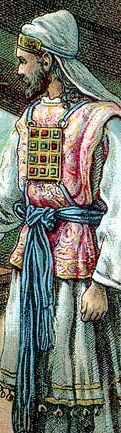
Le grand prêtre d'Israël.

Ses origines sont assez obscures. Déja, dans la Torah, Moïse avait prescrit au grand prêtre et aux prêtres de porter une tiare de lin, ornée sur le devant d’une fleur d’or, en signe de consécration (Ex 28 ; Lv 8,8). Flavius Josèphe, à la période du Second Temple, décrit la tiare sacerdotale comme une bande de toile, cousue à la manière d'un turban et enveloppée d'une autre toile plus fine. Celle du grand prêtre était recouverte une seconde toile d'étoffe bleue et d'une couronne d'or à trois cercles portant, au-dessus du front, le signe de consécration, le tzitz, plaque en or sur laquelle étaient inscrits les mots קדש ליהוה (qodesh le-YHWH) : « Consacré à l'Éternel ».
Les chrétiens, tant en Orient qu'en Occident, conservèrent l'usage d'une coiffure sacerdotale, mais, sauf en Arménie, elle fut réservée aux évêques et prit généralement le nom de mitre (μίτϱά). En l'absence de sources monumentales, il est assez difficile de décrire la forme de la mitre avant le XIe siècle.

## Dans l'Église latine

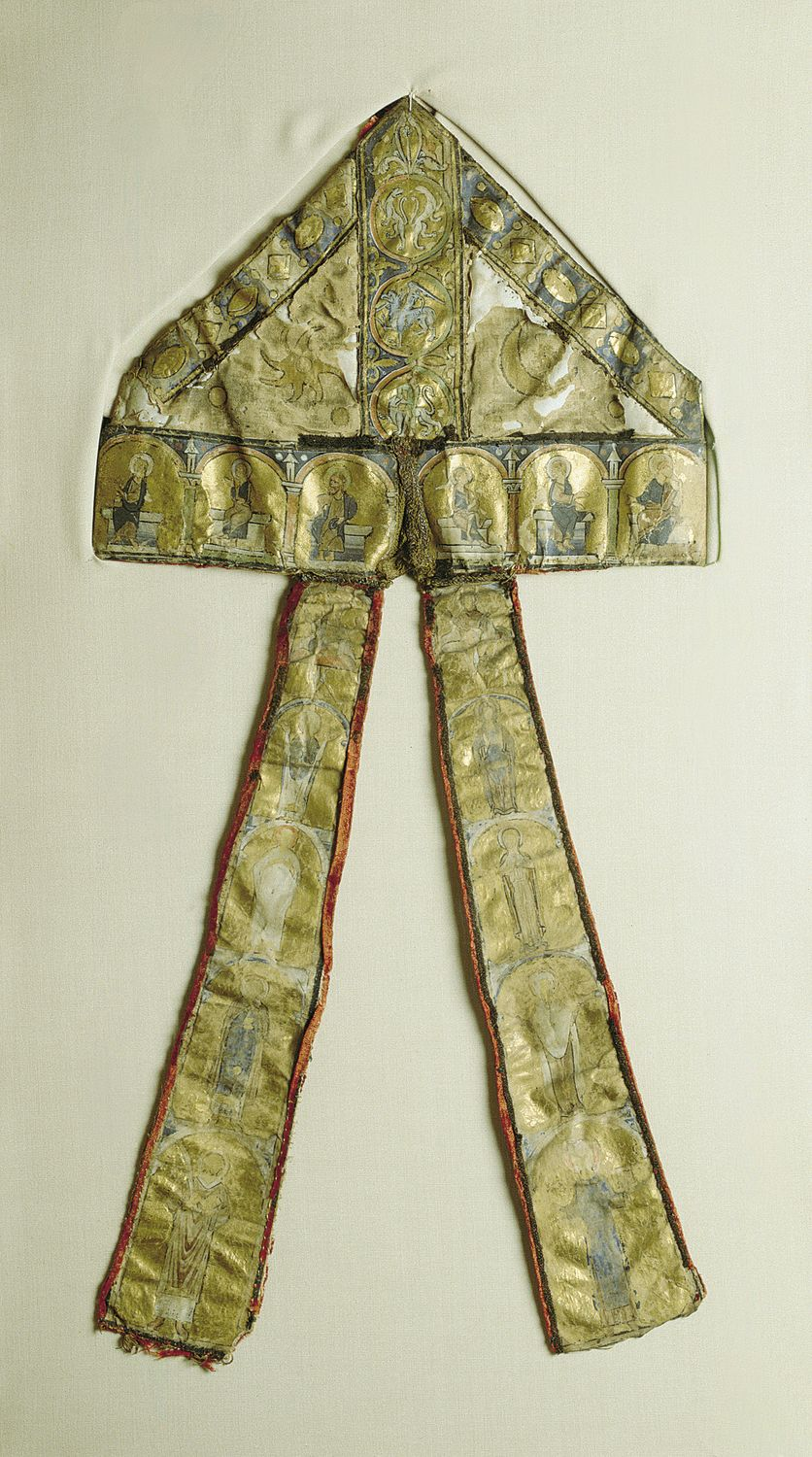
Mitre du XIIIe siècle)

La forme actuelle de la mitre latine apparut vers le XIe siècle.
Elle était alors composée d'un bonnet fermé, enserré par un bandeau circulaire noué derrière la tête et retombant sur les épaules sous la forme de deux bandes, les fanons.
Les faces antérieures et postérieures, appelée « titres » ou « cornes », se sont progressivement élevées de façon parallèle, pour devenir de plus en plus hautes et de plus en plus pointues jusqu'au XVIIIe siècle.

### Catégories de mitres
La liturgie de la forme tridentine du rite romain prescrit à l'évêque le port de trois mitres ornées différemment selon les circonstances :
- la « mitre auriphrygiate », appelée aussi « mitre précieuse », en drap d'or ou d'argent, parfois en soie blanche, doublée de soie rouge et rehaussée de broderies et de pierres précieuses ;
- la « mitre orfrayée », en drap d'or ou en soie blanche brochée d'or, doublée de soie rouge, sans broderies ni pierres précieuses. Elle peut être ornée de petites perles. On l'emploie aux temps de l'Avent et du Carême et dans les autres liturgies qui ont un caractère pénitentiel ;
- la « mitre simple », portée le Vendredi saint et pour les offices des défunts. Elle est en drap d'argent, avec bordures et fanons frangés d'or pour le pape ; en soie blanche damassée, avec fanons frangés de blanc pour les cardinaux ; en soie ou en toile blanche, avec fanons frangés de rouge pour les évêques. Les cardinaux et les évêques portent toujours la mitre simple en présence du pape.

Depuis l'instruction Pontificale Ritus du 21 juin 1968, la liturgie ne distingue plus que deux sortes de mitres, la mitre ornée et la mitre simple,.
Le Cérémonial des évêques fixe les cérémonies pour lesquelles la mitre simple doit être portée, à savoir : le mercredi des Cendres ; à la célébration de la Passion du Seigneur ; à la commémoration de tous les fidèles défunts, aux réunions de Carême ; à l'inscription du nom des catéchumènes ; à la célébration du sacrement de pénitence en sa forme solennelle ; et aux obsèques.

### Utilisation

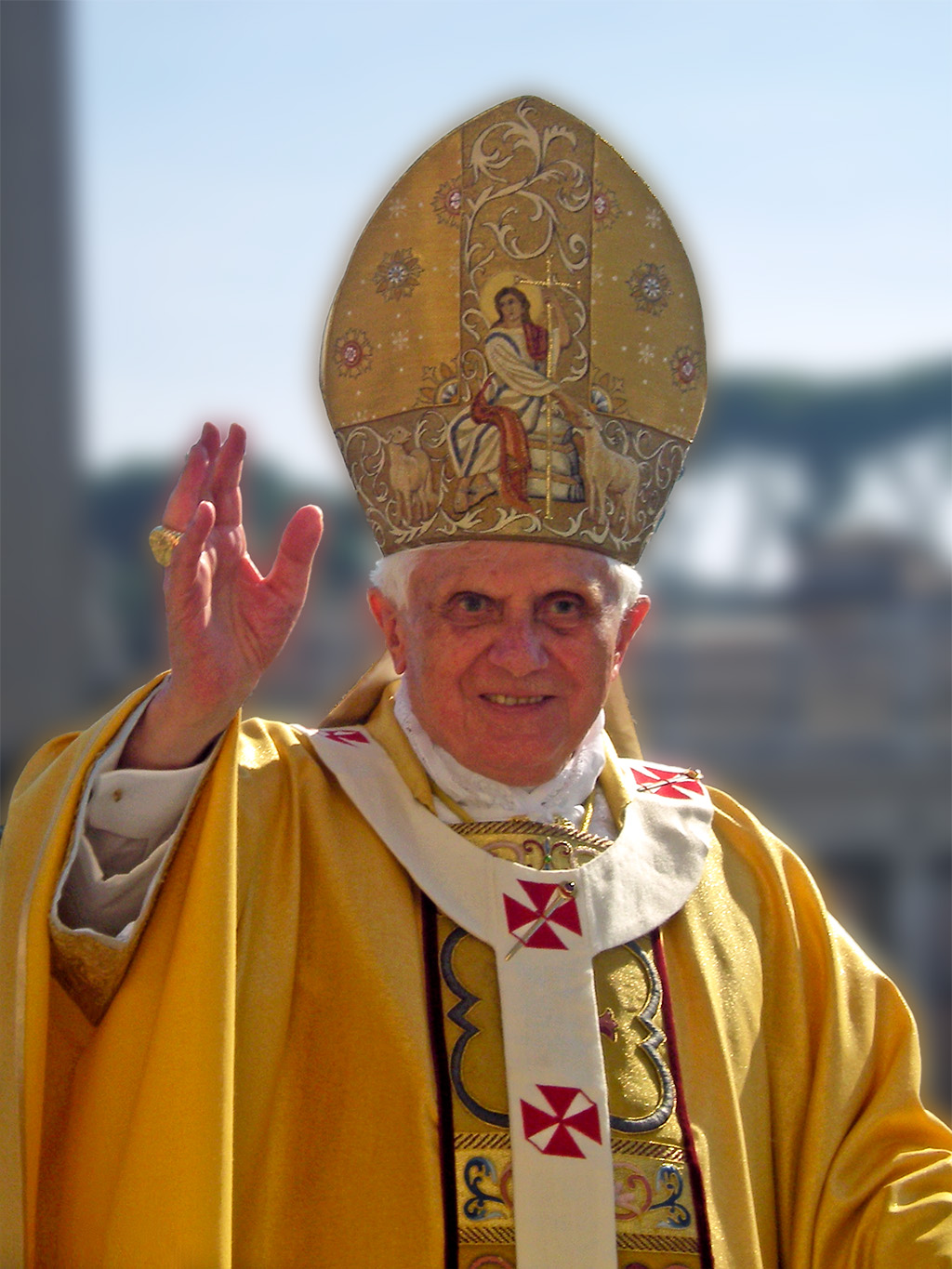
coiffé d'une mitre.

La mitre n'est portée que durant les cérémonies liturgiques.
Outre les évêques, quelques « prélats ou clercs ne possédant pas la dignité pontificale » peuvent, « en vertu du droit ou par privilège, arborer certains insignes pontificaux ».
Il s'agit de certains abbés réguliers, qui portent les mêmes mitres que les évêques ; des protonotaires apostoliques participants (de numero participantium) et les protonotaires ad instar participantium, désormais appelés surnuméraires (supra numerum), ; et, par indult, des chanoines de certains chapitres. Protonotaires et chanoines indultaires ne peuvent porter que la mitre simple.

## Dans les églises d'Orient
Dans les Églises d'Orient – catholiques, orthodoxes ou préchalcédoniennes – est généralement de forme arrondie, fermée, sans bord, et s'élève en hémisphère. Elle est parfois décorée de côté de petites icônes du Christ, de la Vierge, ou de saints, en premier lieu saint Jean-Baptiste et en haut d'une icône de la Trinité, ou de séraphins, mais il existe des mitres d'archimandrites sans icônes.
En Russie, avant la réforme de Nikon au XVIIe siècle, il existait des mitres fourrées ou bordées de fourrure que l'on observe encore chez les vieux-croyants (voir le métropolite Corneille de Moscou). L'usage russe aujourd'hui remplace la représentation de la Trinité au-dessus par une petite croix. Certaines Églises locales réservent cet usage seulement à leur chef. Par exemple, Le chef de la mission russe de Jérusalem, qui est archimandrite, a le droit de porter une mitre avec une croix.
Dans l'Église catholique arménienne et l'Église apostolique arménienne, seuls les prêtres portent ce type de mitre. Les évêques utilisent la même forme de mitre que les évêques latins.
Dans l'Église maronite, seuls les évêques portent la mitre, de la même forme que les latins.

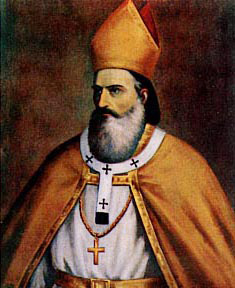
Patriarche maronite (XVIIIe siècle).
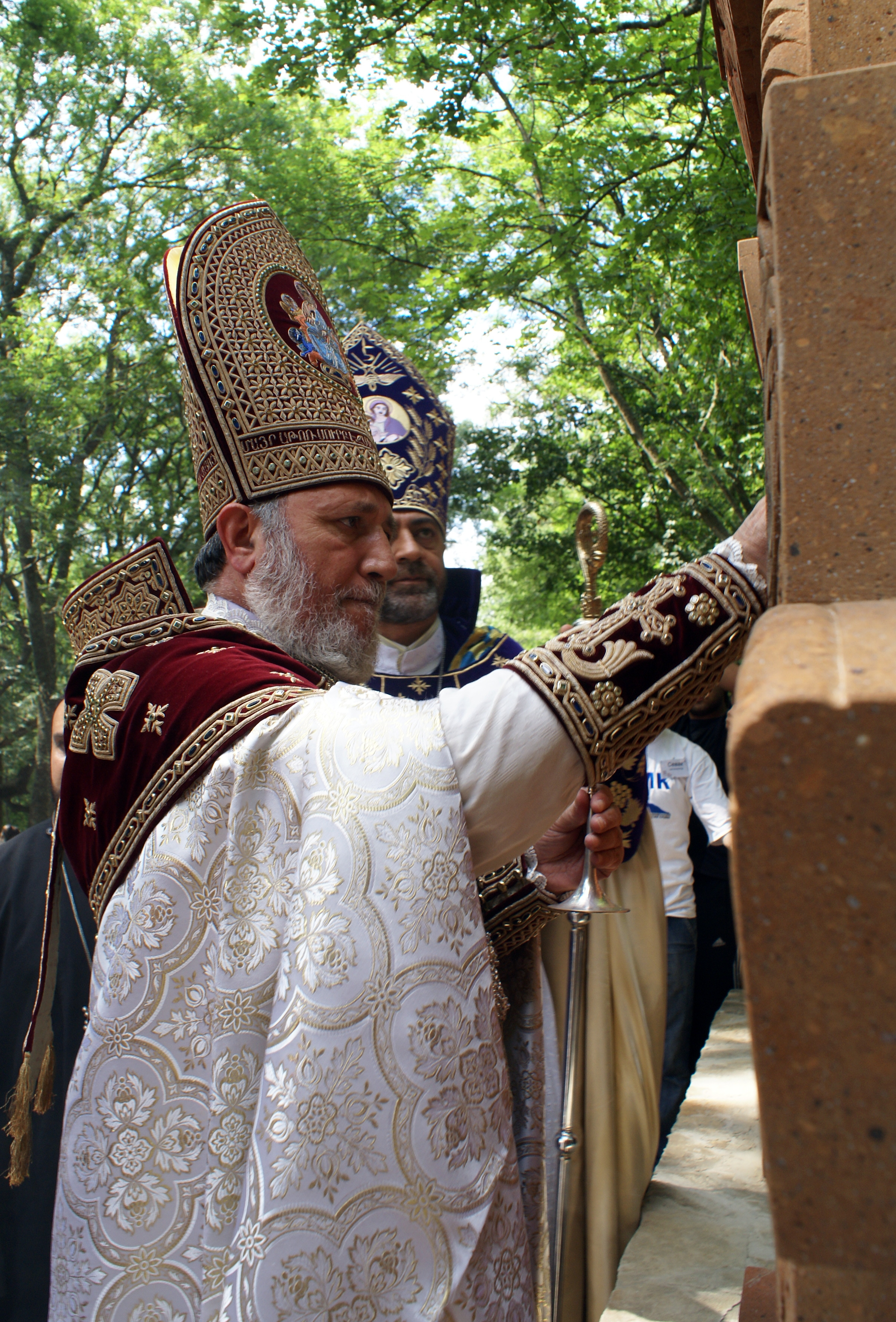
Catholicos arménien.
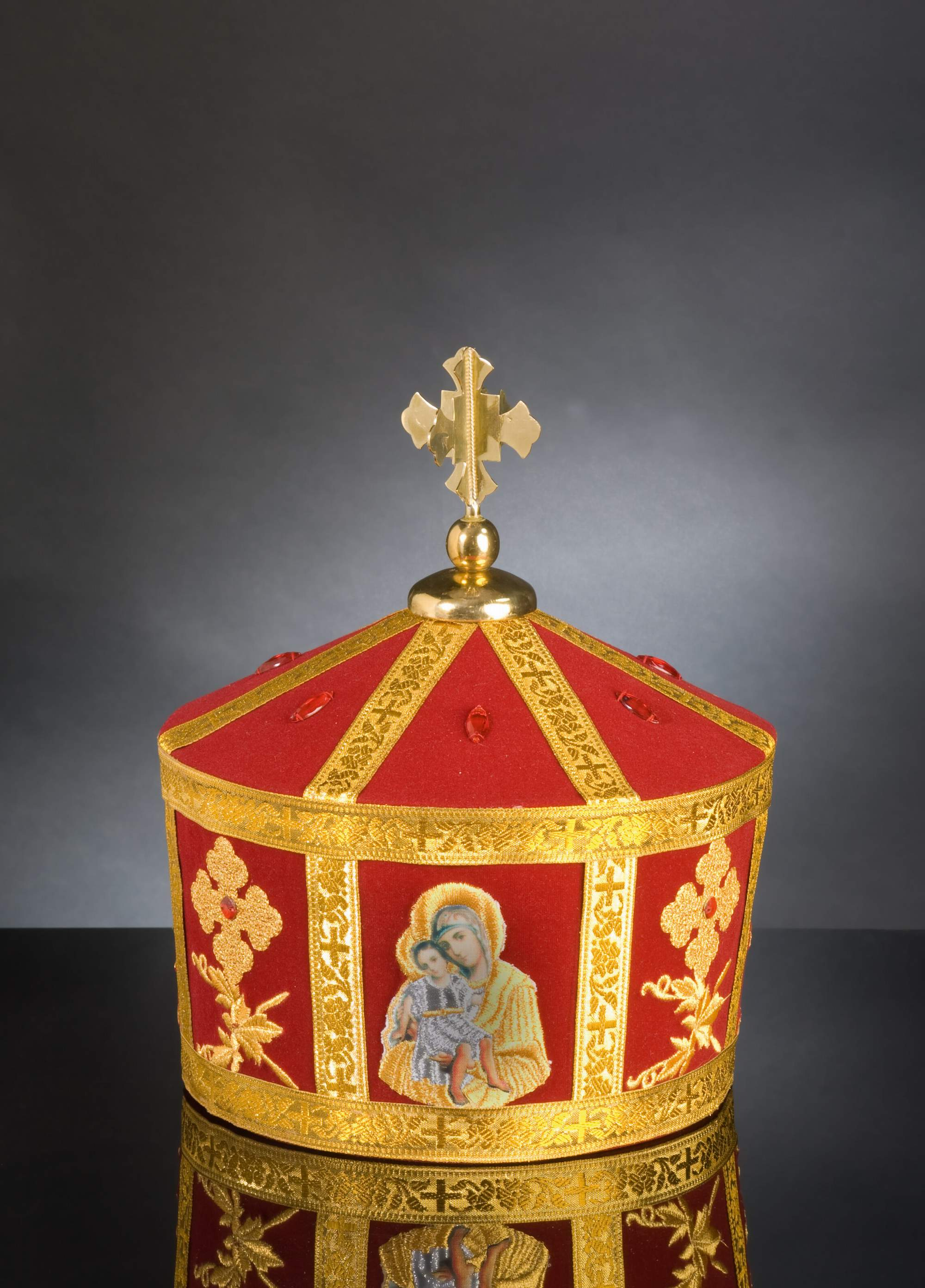
Mitre de protoprêtre arménien.
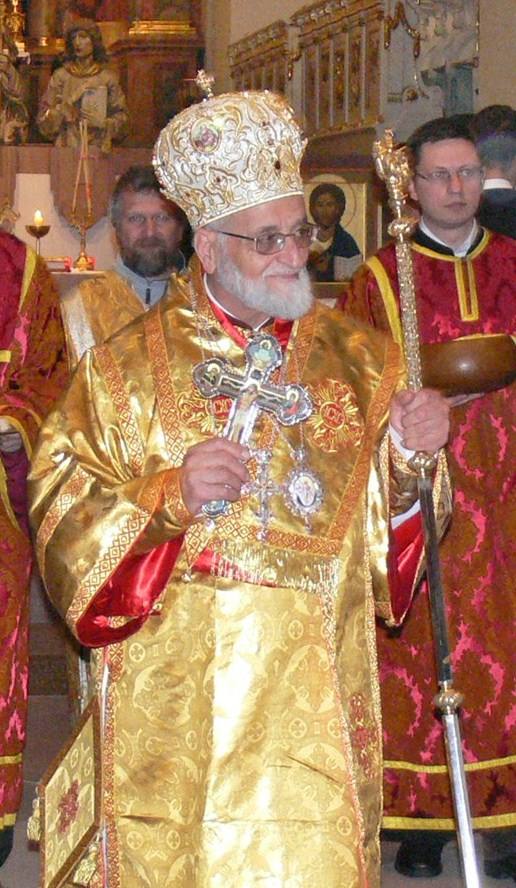
Patriarche melkite.
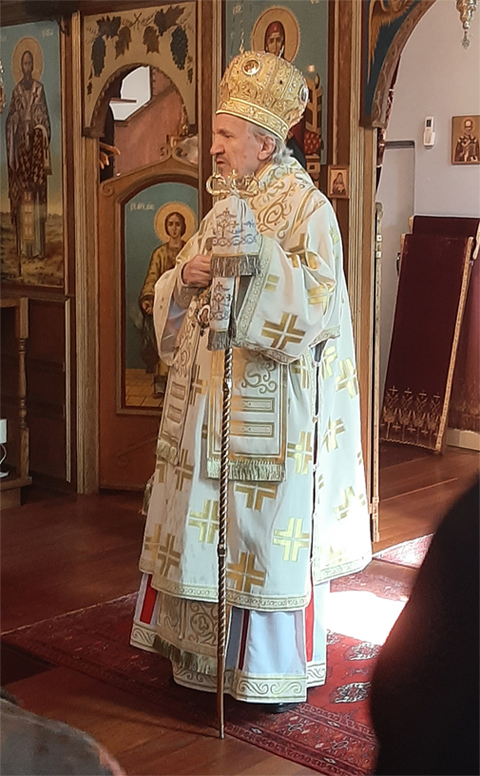
Évêque orthodoxe serbe.

## Dans le protestantisme
Dans l'Église d'Angleterre, la mitre fut abandonnée  après la réforme protestante. Néanmoins, comme un résultat du mouvement d'Oxford, la mitre fut restaurée au XIXe siècle, et la majorité des évêques de la communion anglicane continuent à porter les mitres aujourd'hui, dans la même manière que dans l'Église catholique.
La mitre est aussi portée dans quelques Églises luthériennes, en particulier l'Église de Suède.

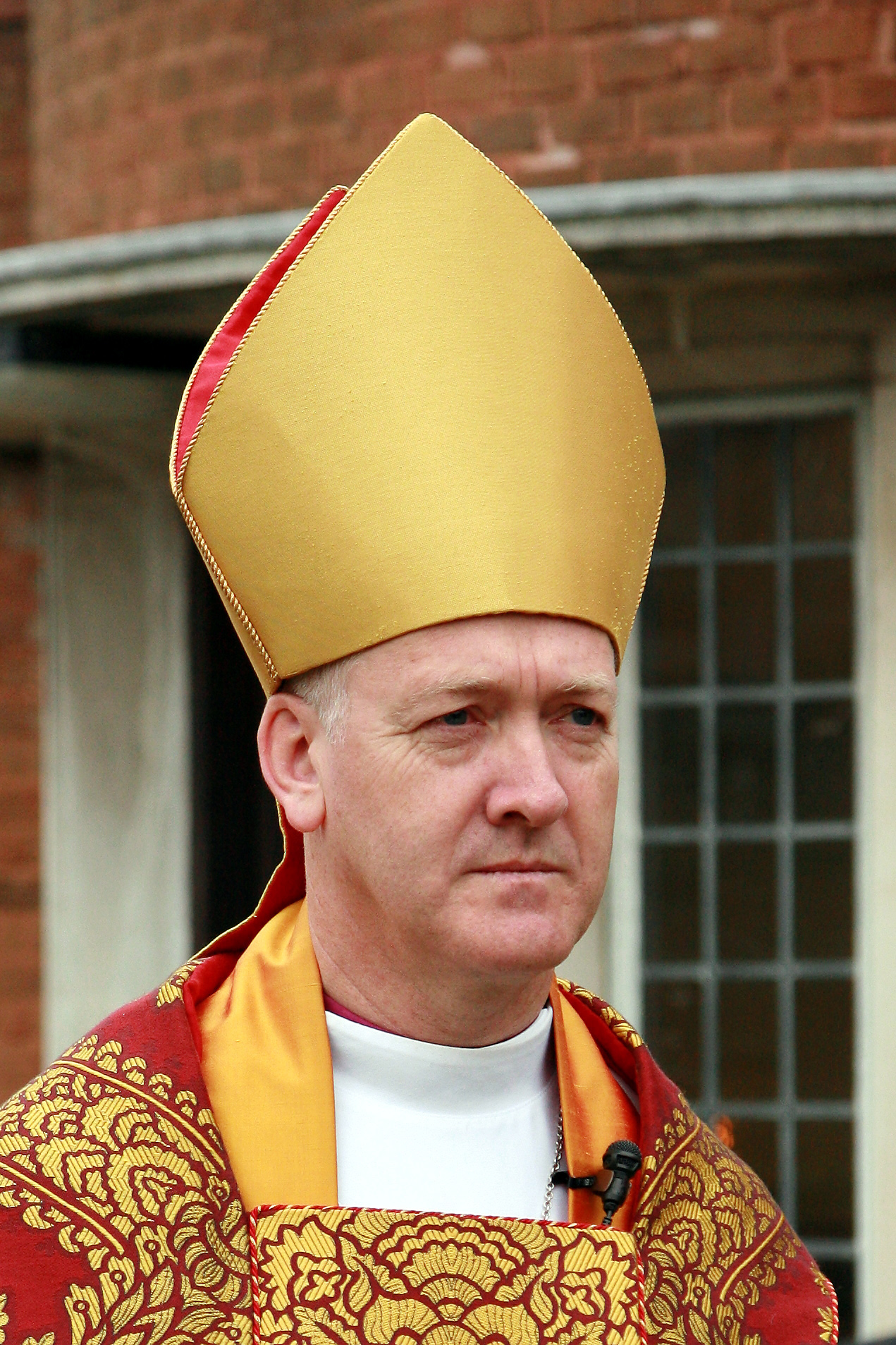
Évêque anglican.
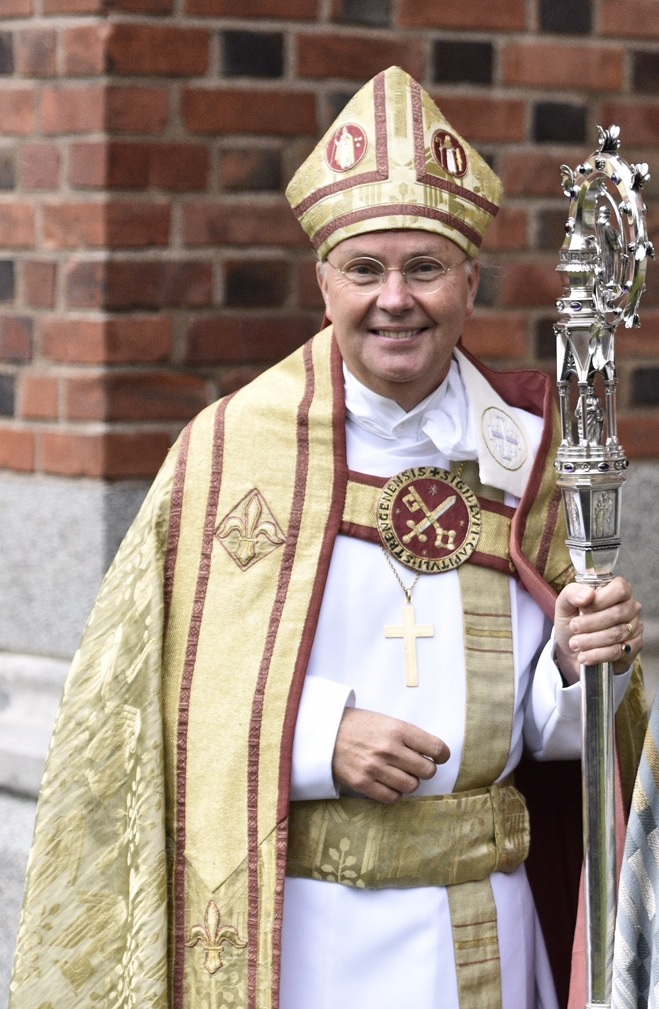
Évêque luthérien.

## Galerie

Armoiries papales de Benoît XVI, sur lesquelles la mitre épiscopale a remplacé la tiare papale.
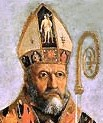
Saint Zénon de Vérone portant la mitre épiscopale.
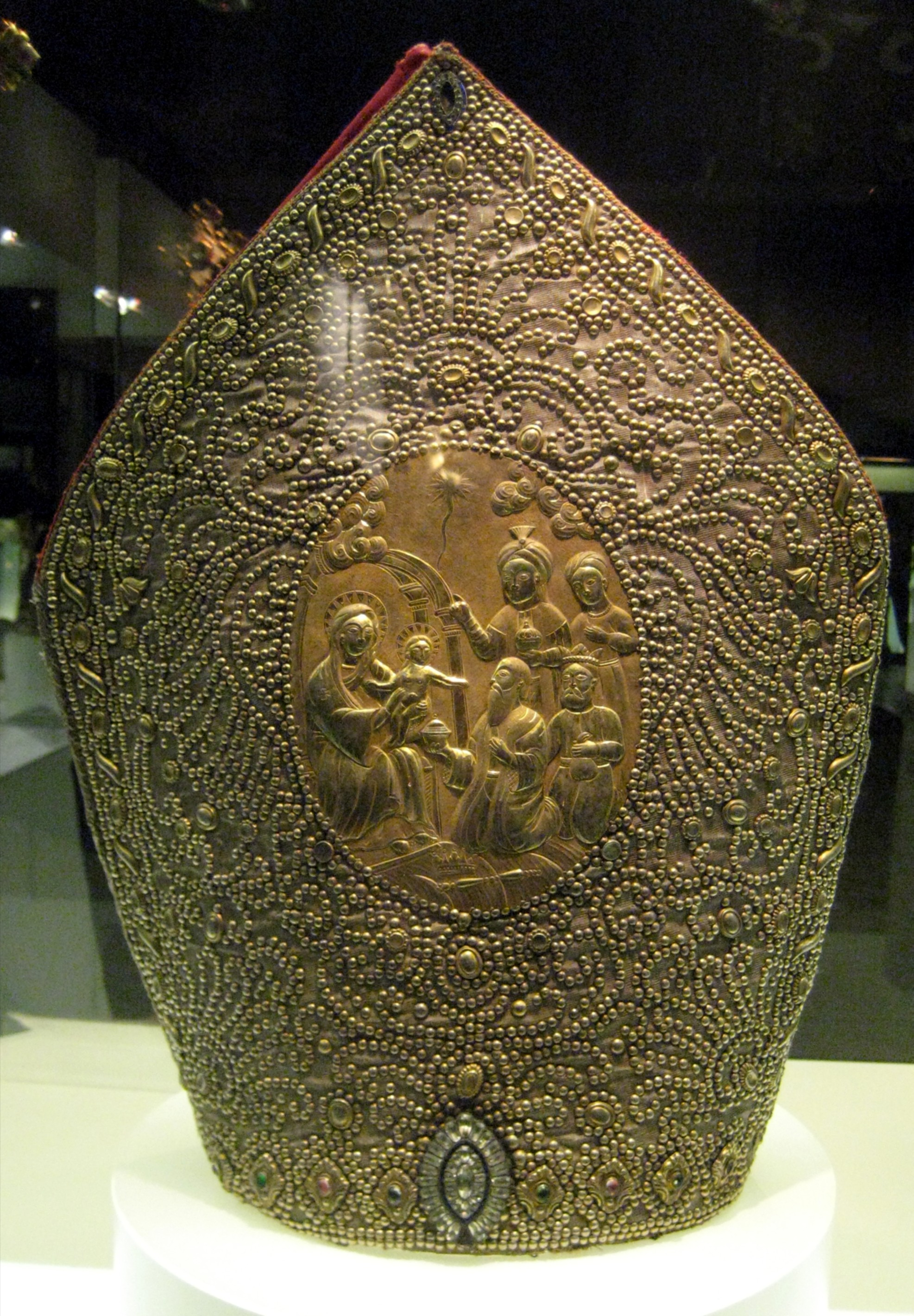
Mitre d'évêque arménien du XVIIIe siècle.
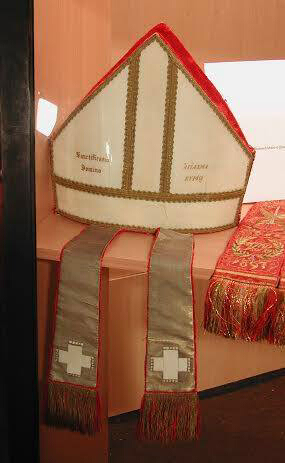
Mitre de l'évêque de la communion anglicane de Londres.